# Philodendron leal-costae
Philodendron leal-costae är en kallaväxtart som beskrevs av Simon Joseph Mayo och Graziela Maciel Barroso. Philodendron leal-costae ingår i släktet Philodendron och familjen kallaväxter. Inga underarter finns listade.